# Trichoferus georgioui
Trichoferus georgioui là một loài bọ cánh cứng trong họ Cerambycidae.